# シロタエギク
シロタエギク（しろたえぎく、白妙菊）は、キク科キオン属の耐寒性多年草。別名 ダスティーミラー（Dusty miller）。

## 分布
原産地は南ヨーロッパ（地中海）海岸地帯であるが、現在ではイギリス（連合王国）南部を含むヨーロッパの広い範囲と、北米・オセアニアなどに帰化している。

## 特徴
寒さには強いが高温多湿にやや弱い常緑多年草で、草丈50～100cmくらいになり、茎の下部は木質化する。葉は長さ10cmくらいで羽状の切れ込みがあり、茎や葉は緑だが白い繊毛があり、白銀色に見える。日本では、6月か7月頃に黄色い花が開花する。日本でも植えられることが多い。

## 栽培
東京付近の気候では、秋彼岸頃にタネをまいて増やす。タネは細かいので、浅鉢にまいて下から吸水させた方がいいが、路地まきして播いた上を軽く手で押さえておき、水やりを丁寧にすれば割合よく発芽する。日向または半日陰のやや乾いた土地を好む。

## 利用
白い毛に覆われた葉を観賞するための草花だが、単独で植えてもあまり美しくなく、冬花壇にハボタンやパンジーなどと植えてそれらを引き立たせるために用いられることが多い。
手入れの良くない花壇から、進出して雑草化している場合もある。

## 画像

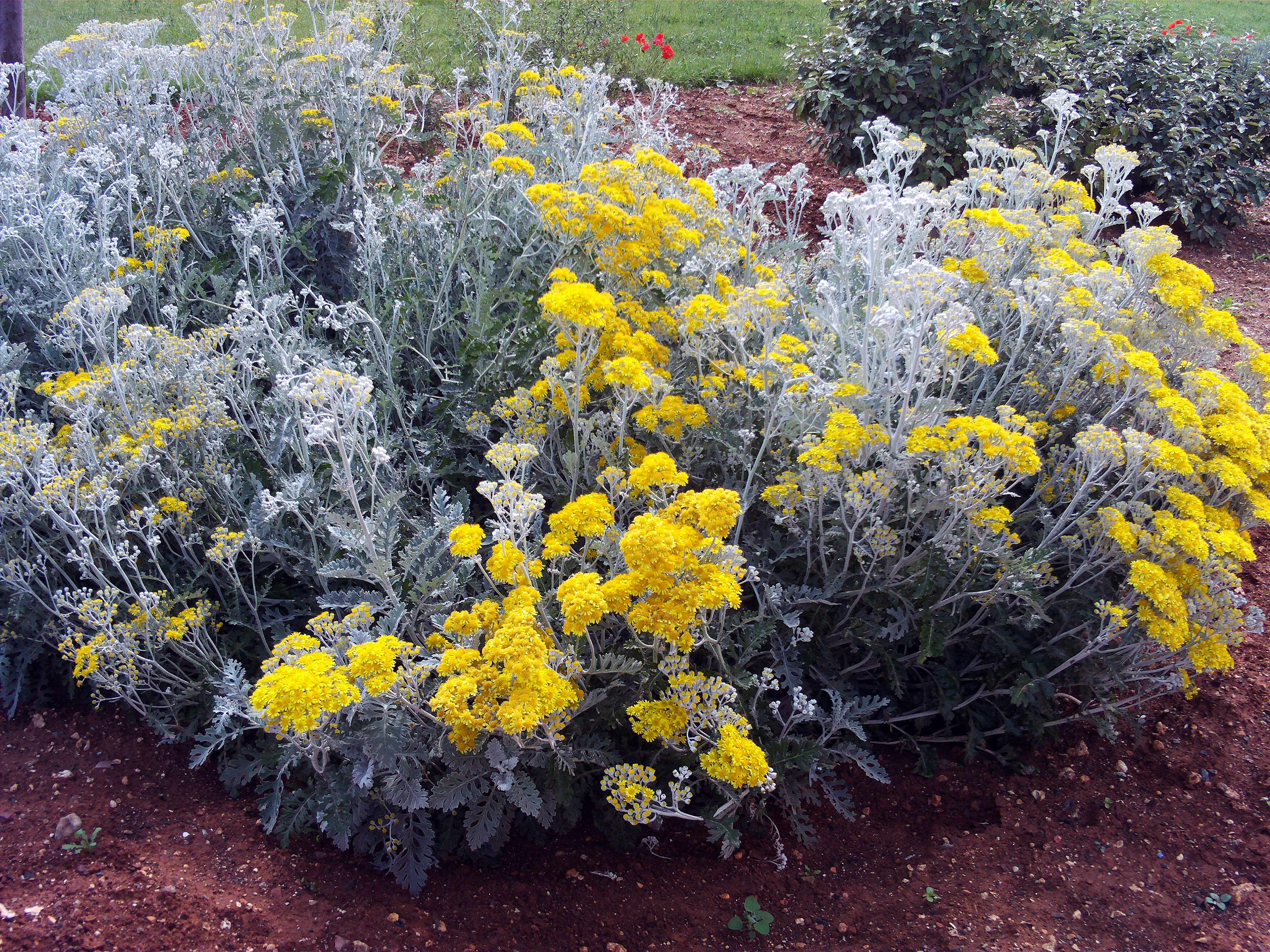
開花したシロタエギク
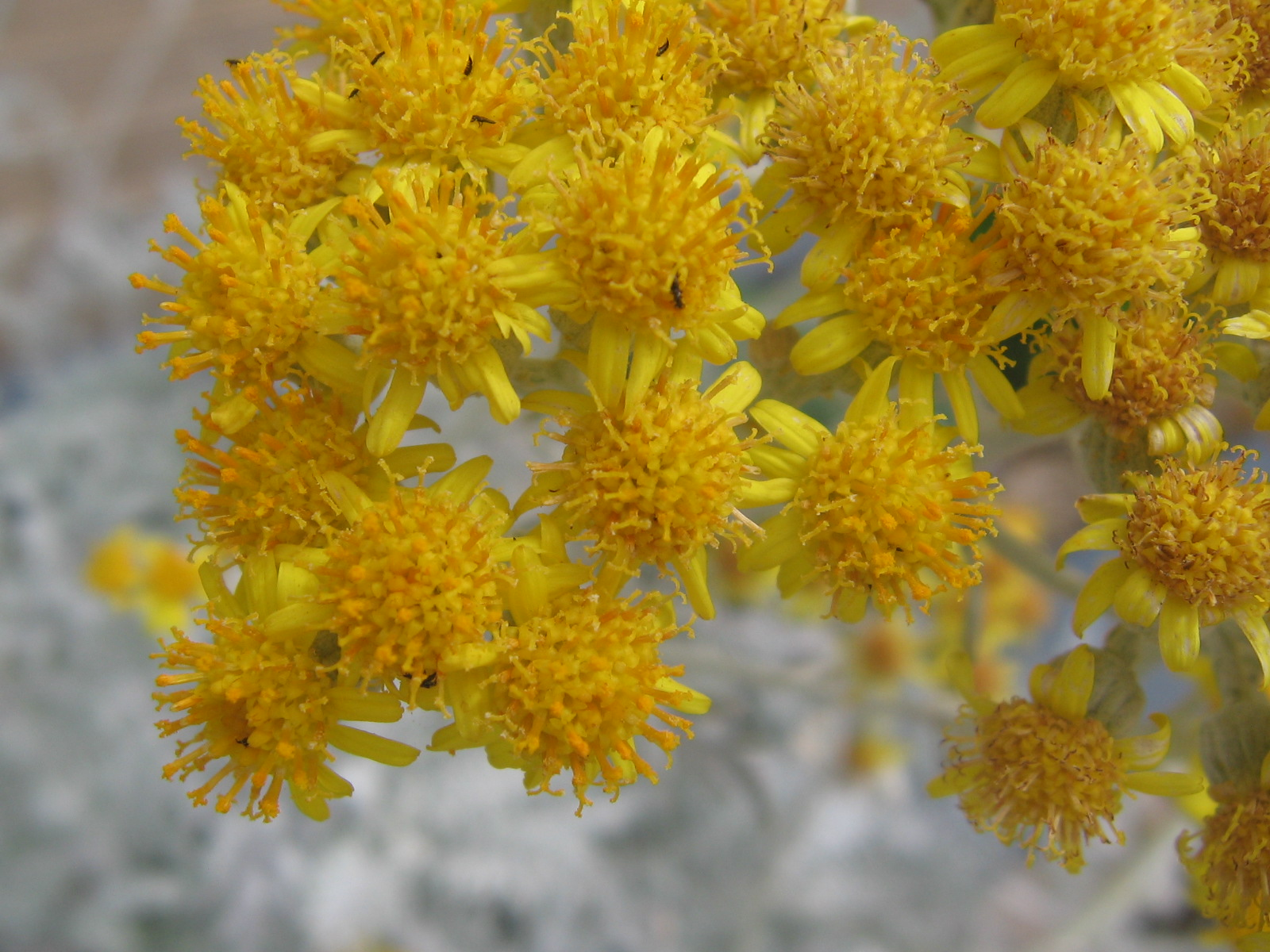
シロタエギクの花
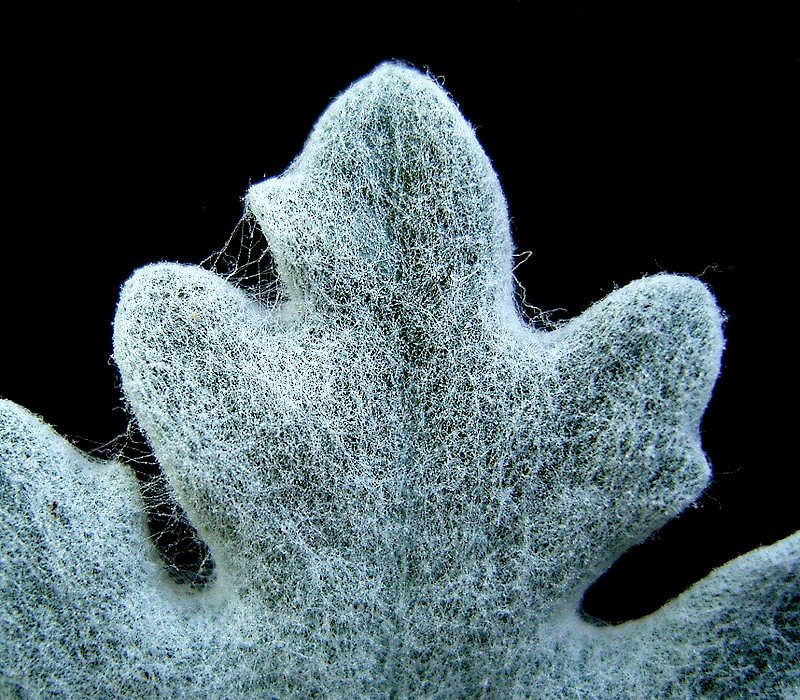
シロタエギクの葉の拡大